# Gantel (Noord-Brabant)
De gantel is de naam voor verschillende kreekrestanten in het Land van Heusden en Altena. De bekendste zijn de Uppelsche Gantel en de Vierbansche Gantel. Deze gantels waren oorspronkelijk onderdeel van de Biesbosch, maar zijn na de bedijking van het Nieuwland van Altena in 1646 er buiten komen te liggen. De gantels zijn eeuwenlang belangrijk geweest voor de afwatering van het Nieuwland van Altena. Na de ruilverkaveling in de jaren 60 van de twintigste eeuw is de waterhuishouding van het Land van Heusden en Altena drastisch gewijzigd en hebben de gantels hun directe belang voor de afvoer grotendeels verloren. Het water van de gantels wordt sindsdien via een complex van sloten en weteringen afgevoerd naar de boezemgemalen van het Land van Heusden en Altena (Gemaal Altena en Gemaal Hagoort).

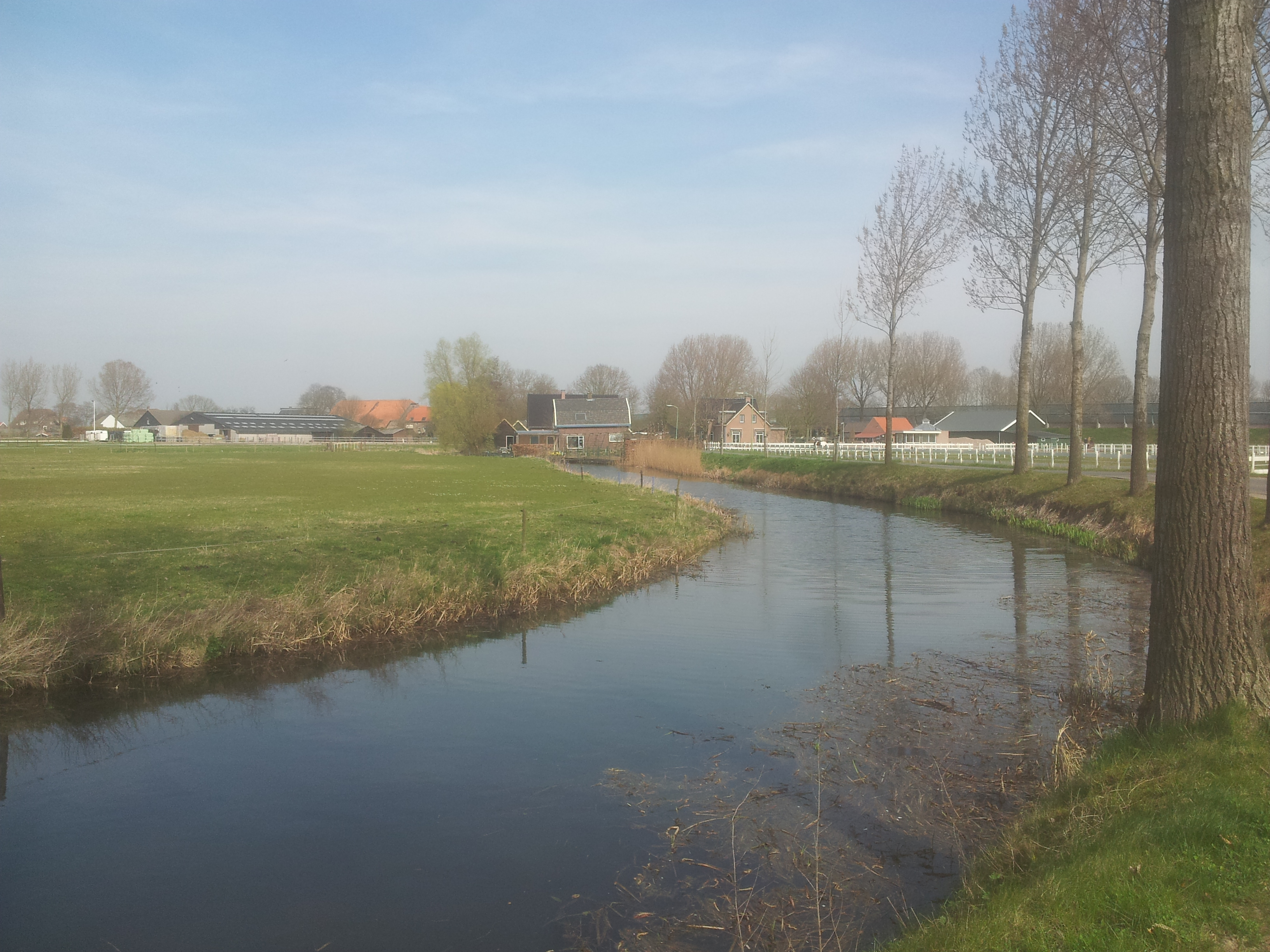
Vierbansche Gantel bij Vierbannen
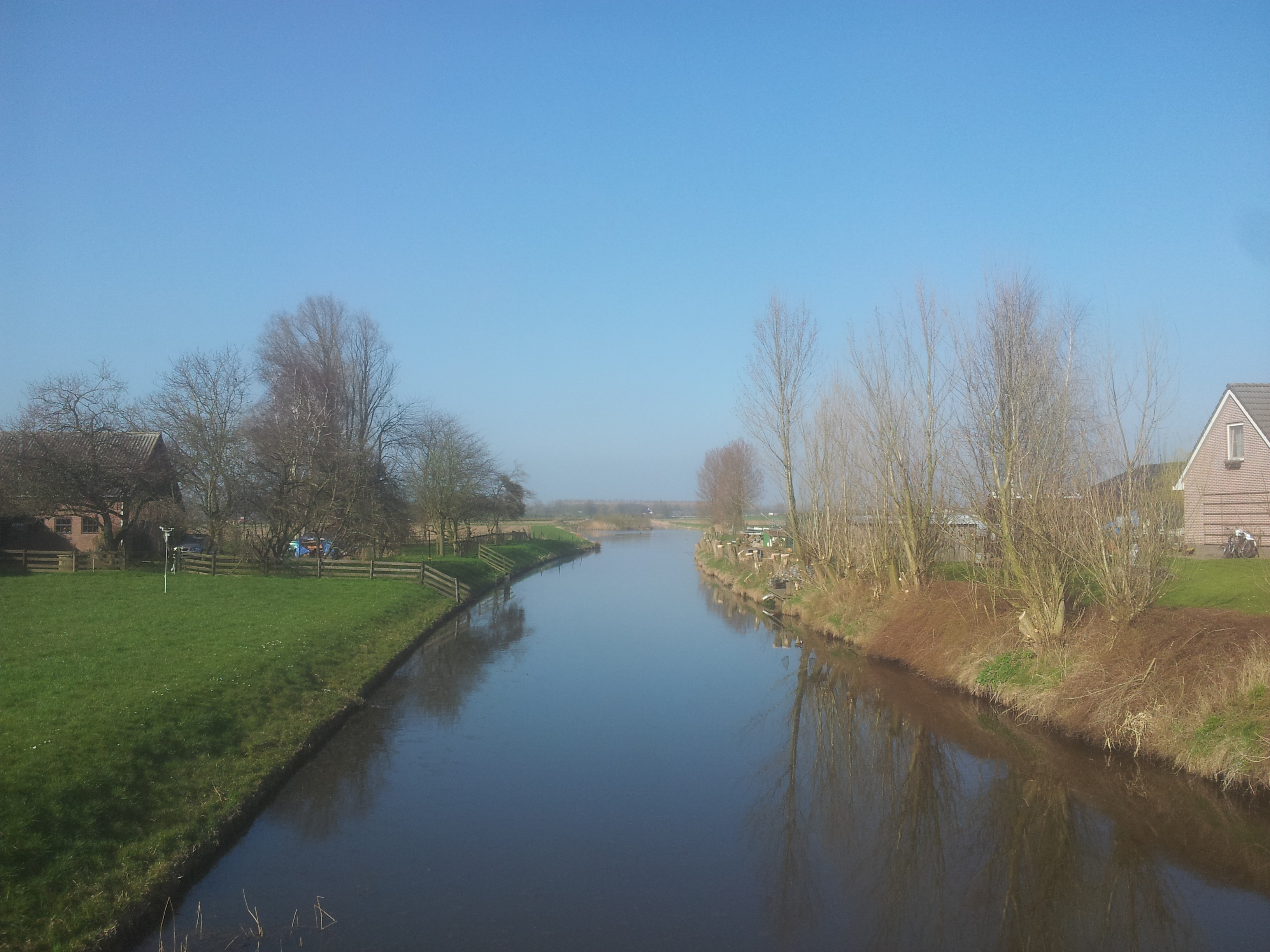
Uppelsche Gantel bij Uppel
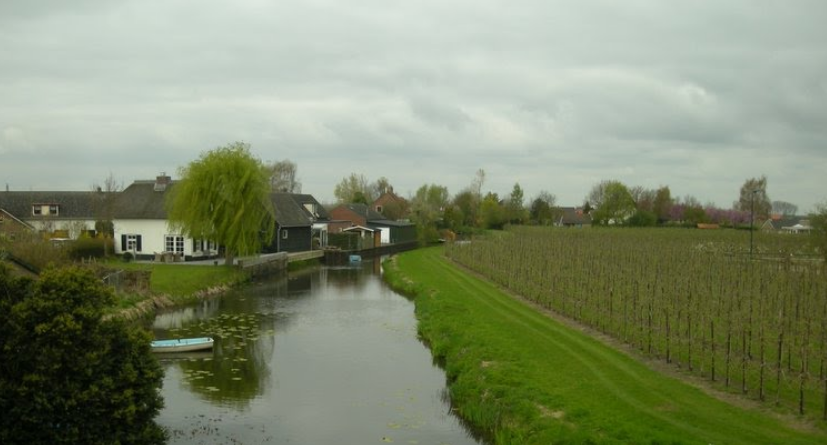
Kornsche Gantel bij Korn